# Балинас, Росендо
Росендо Карреан Балинас (10 сентября 1941, Манила — 24 сентября 1998, Антиполо, КАЛАБАРСОН) — филиппинский шахматист; гроссмейстер (1976).
Юрист по профессии. 
Четырёхкратный чемпион Филиппин (1961, 1964, 1966, 1971 гг.). 
В составе сборной Филиппин участник ряда шахматных олимпиад (с 1964 г.). В 1966 г. занял 2-е место на 3-й доске (после М. Н. Таля) с результатом 15½ очков из 20. 
Победитель международного турнира ЦШК СССР (Одесса, 1976 г.). Лучшие результаты в других международных турнирах: Мельбурн (1975, зональный турнир) — 3—4-е; Манила (1975) — 6—7-е; Дортмунд (1976) — 4-е; Манчестер (1979) — 3—5-е; Дубай (1984) — 4—6-е места. 
Умер 24 сентября 1998 после борьбы с раком печени.

## Спортивные достижения
| Год  | Город     | Турнир                       | +  | − | = | Результат | Место |
| ---- | --------- | ---------------------------- | -- | - | - | --------- | ----- |
| 1964 | Тель-Авив | 16-я Олимпиада               | 6  | 4 | 4 | 8 из 14   |       |
| 1966 | Гавана    | 17-я Олимпиада               | 13 | 2 | 5 | 15½ из 20 | 2     |
| 1968 | Лугано    | 18-я Олимпиада               | 4  | 6 | 5 | 6½ из 15  |       |
| 1974 | Ницца     | 21-я Олимпиада               | 4  | 4 | 6 | 7 из 14   |       |
| 1976 | Хайфа     | 22-я Олимпиада               | 4  | 4 | 2 | 5 из 10   |       |
| 1981 | Ханчжоу   | 4-й командный чемпионат Азии | 3  | 2 | 0 | 3 из 5    | 1     |

## Изменения рейтинга
| Графики недоступны из-за технических проблем. См. информацию на Фабрикаторе и на mediawiki.org. |